# کانوئه
کانوئه (انگلیسی: Canoe) شرکت رسانه‌ای کانادایی است، که در سال ۱۹۹۶ تأسیس شد.